# 金鶏学院
金鶏学院（きんけいがくいん、旧字体：金鷄學院）は、陽明学者の安岡正篤の私塾。1926年（大正15年）4月開塾。右翼団体、愛国団体に分類される。1931年、埼玉県比企郡菅谷村（現・嵐山町）で日本農士学校を設立。終戦後、GHQの指令により解散した。

## 概要
東京市小石川区原町（現・東京都文京区白山、同区千石）の酒井忠正伯爵邸内の金鶏園に創立。「金鶏」の名は、源義家に関する言い伝えによる。東北遠征の途上、同地に野営した義家の夢枕に黄金の鶏が現れ、夜明けを告げた。義家はこれを吉兆として、勇んで北上したという。
学院設立を支援した酒井が院長に就任、安岡が学監を務め、内務官僚だった吉田茂が顧問を務めた。幹事には後藤文夫、結城豊太郎、松本学、赤池濃らが名を連ねている。1927年（昭和2年）に財団法人の認可を受け「財団法人金鶏学院」となる。松下村塾・藤田東湖の塾の再現を期し、権藤成卿らが儒教や国体、制度学の講義を行った。目前の実行、日常生活の闘争を主旨とせず、精神教化の結果が日本改造の原動力となることを期してその指導者の育成に努めた。
聴講生は軍人、官僚、華族が中心であった。また、井上日召や四元義隆といった、のちの血盟団の構成員も含まれた。卒業生には宮澤改造内閣で環境庁長官を務めた林大幹らがいる。

## 関連書籍
- 亀井俊郎『金雞学院の風景』　邑心文庫、2003年、ISBN 4946486305

※著者は安岡の高弟・亀井一雄の息子
- 安岡正篤『幕末と志士道』　金雞学院（金雞文藪）、1935年（ISBNコードなし）
- 「愛国団体一覧表」出版地・出版者・出版年未記載。ガリ版。90頁。24cm。オックスフォード大学ボドリアン図書館所蔵。